# Börje Ahlstedt
Nils Börje Ahlstedt (Stoccolma, 21 febbraio 1939) è un attore e regista svedese, vincitore del premio Guldbagge come miglior attore nel 1991.

## Biografia
Nacque in una famiglia operaia della capitale svedese, che aveva contatti con personalità artistiche del tempo. Frequentò la "Scuola Dramaten" a Stoccolma dal 1962 al 1965. Membro della compagnia del Teatro Reale Drammatico, ottenne visibilità nazionale nel 1967 partecipando al suo primo film, Io sono curiosa, diretto da Vilgot Sjöman.

## Vita privata
É padre dell'attore Klas Ahlstedt. 

## Filmografia

### Cinema
- Io sono curiosa (Jag är nyfiken - en film i gult), regia di Vilgot Sjöman (1967)
- Jag är nyfiken - en film i blått, regia di Vilgot Sjöman (1968)
- Barnens ö, regia di Kay Pollak (1980)
- Fanny e Alexander (Fanny och Alexander), regia di Ingmar Bergman (1982)
- Ronja Rövardotter, regia di Tage Danielsson (1984)
- La fuga di Emma (Skyggen af Emma), regia di Søren Kragh-Jacobsen (1988)
- La trappola (Fallgropen), regia di Vilgot Sjöman (1989)
- Kaninmannen, regia di Stig Håkan Larsson (1990)
- Il figlio della domenica (Söndagsbarn), regia di Daniel Bergman (1992)
- Il ritorno di Buffalo Bill (Percy, Buffalo Bill och jag), regia di Anders Gustafsson (2005)

### Televisione
- Vanità e affanni (Larmar och gör sig till), regia di Ingmar Bergman (1997)
- Sarabanda (Saraband), regia di Ingmar Bergman (2003)

## Doppiatori italiani
Nelle versioni in italiano dei suoi film, Börje Ahlstedt è stato doppiato da:
- Stefano De Sando in Vanità e affanni
- Franco Zucca in Il ritorno di Buffalo Bill

## Premi e riconoscimenti
- Guldbagge
  - 1991 - Miglior attore - Kaninmannen
  - 2006 - Candidatura a miglior attore non protagonista - Il ritorno di Buffalo Bill
- Premio Robert
  - 1989 - Miglior attore - La fuga di Emma